# Gelbe Stockrose
Die Gelbe Stockrose (Alcea rugosa), auch Russische Stockrose genannt, ist eine Pflanzenart aus der Gattung Stockrosen (Alcea) innerhalb der Familie der Malvengewächse (Malvaceae). 

## Beschreibung

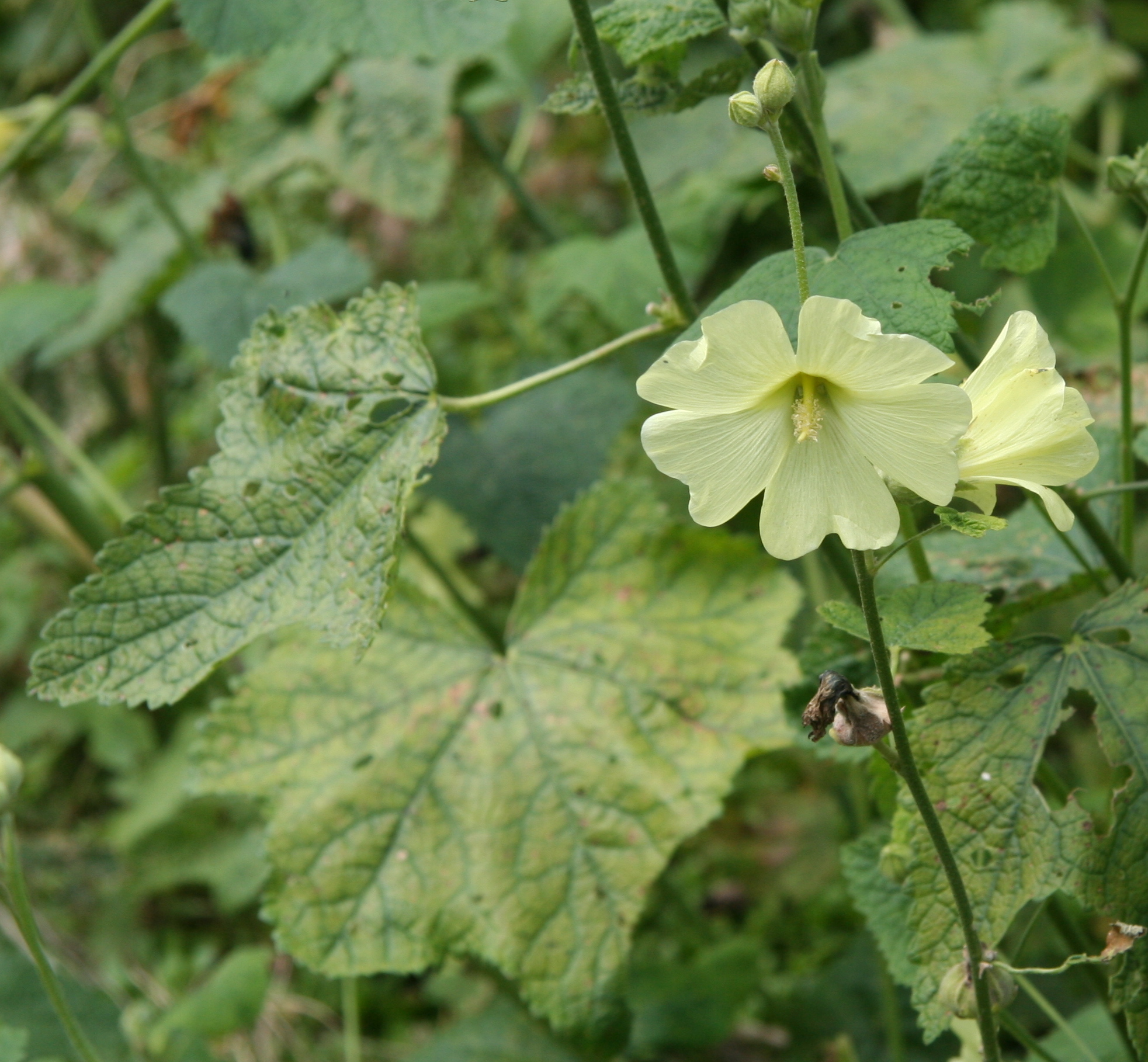
Gestieltes Laubblatt und fünfzählige Blüte

### Vegetative Merkmale
Die Gelbe Stockrose wächst als krautige Pflanze, die Wuchshöhen von bis zu 2 Meter erreicht. Sie ist der Alcea rosea ähnlich, hat jedoch filzige, zottige Stängel, die mit längeren weißen Trichomen besetzt sind. Die Laubblätter sind in Blattstiel und Blattspreite gegliedert. Die stumpfen Blattspreiten sind tief fünflappig und unregelmäßig gekerbt. Die Blattadern sind an der Blattunterseite stark hervorgehoben. 

### Generative Merkmale
Die zwittrigen Blüten sind radiärsymmetrisch und fünfzählig mit doppelter Blütenhülle. Die fünf gelben bis orange-gelben Kronblätter sind bis zu 4,5 Zentimeter lang.
Die Chromosomenzahl beträgt 2n = 42.

## Sonstiges
Die Gelbe Stockrose gilt als wenig rostanfällig.

## Vorkommen
Sie stammt ursprünglich aus der Ukraine, aus dem südlichen Russland, Aserbaidschan, Armenien oder Georgien. Sie gedeiht dort in trockenen Tälern und an steinigen Hängen.

## Taxonomie
Die Erstbeschreibung von Alcea rugosa erfolgte 1862 durch Friedrich Alefeld in der Österreichischen Botanischen Zeitschrift.